# Kniha Soudců
Kniha Soudců, hebrejsky שופטים‎ šoftim „soudci“, je sedmou z knih Starého zákona. Je psána hebrejsky. Židé ji řadí mezi Prorocké knihy. Podle jejich tradice ji napsal Samuel. Křesťanská tradice ji kvůli jejímu obsahu řadí naopak mezi knihy historické.

## Obsah knihy
Kniha Soudců popisuje tu část dějin Izraele, kdy Izrael se již usídlil v zaslíbené zemi Kanaánu, ale ještě neměl krále. V této době podle Bible se řídil každý rod sám, jen v případě nouze, kdy na některý z izraelských kmenů dolehl těžce nepřítel, se objevili tzv. „soudci“, tj. lidé, kteří se stali vůdci jednoho či více kmenů a vedli je do boje proti nepříteli. Mezi soudce se však řadí i ti, kdo lid spravovali v době míru, mimo jiné i žena. Izrael, jak je zde popsán, je kmenovou společností rozdělenou dále na rody a rodiny, bez centrální vlády. Tato doba spadá do konce 2. tisíciletí př. n. l.

## Příběhy soudců
Kniha hovoří o 12 soudcích v jednotlivých, na sebe nenavazujících příbězích. Může jít o vojenské vůdce, soudce, proroky apod. Většinou se soudcové dělí na šest „malých“ a šest „velkých“, i když toto kritérium je značně subjektivní a záleží na délce zprávy o daném soudci. O „velkých“ soudcích se kniha zmiňuje podrobněji. Patří sem většinou: Otníel, Ehúd, Debora (jejím vojevůdcem byl Bárak), Gedeón, Jiftách a Samson. Naopak o „menších“ soudcích se zmiňuje kniha jen letmo a většinou je charakterizuje jednou větou, avšak velmi zvláštními prvky. Patří sem obvykle: Šamgar, Tóla, Jaír, Ibsán, Elón a Abdón. Jejich funkce je sporná, někteří badatelé se domnívají, že jejich jména sloužila především k datování (podle jména soudce se určoval rok).
Kromě vyprávění o těchto soudcích, často plných anekdotických a folkloristických prvků, jsou v Knize Soudců i další vyprávění, kladená do doby, kdy Izrael ještě nebyl monarchií. Jde především o boj mezi Abímelekem a Jótamem, o stěhování Danovců na sever země a o boj s kmenem Benjamín.

## Nejznámější příběhy
Mezi velmi známé a často ikonograficky zpracovávané příběhy patří především cyklus vyprávění o Samsonovi, silákovi a hrdinovi, jehož síla spočívala v jeho vlasech, které si nesměl stříhat (Samson patřil mezi tzv. „nazirejce“, staré židovské charismatické hnutí spojené původně se svatou válkou). Nakonec však své tajemství vyzradil své družce Delíle, která jej zradila. Tak Samson upadl do rukou Pelištejců. Když jej však chtěli zabít, Samson si naposledy vyprosil od Boha sílu a podlomil sloupy v budově, kde se nacházel on i velké množství Pelištejců, kteří zahynuli spolu s ním a bylo jich zde více, než Samson pobil za svůj život. Samsonovo jednání je dnes někdy rozebíráno v souvislosti se sebevražednými atentáty. Samson před tím, než se zamiloval do zrádné družky, pobil tisíc mužů oslí čelistí. Kam tu čelist odhodil, nazval to Rámat-lechí (Vyvýšenina oslí čelisti). Jednou dal třiceti mužům hádanku: "Ze zvířete vyšel pokrm, ze siláka vyšla sladkost." Oni správně odpověděli: "Co je sladší než med, co je silnější než lev," jelikož odpověď zjistili od jeho ženy. On jim řekl: "Kdybyste neorali mou jalovicí, moji hádanku byste neuhodli," a dal jim výhru, o kterou se vsadil (třicet pracovních oblečení a třicet svátečních košil). Samson soudil Izrael po dobu dvaceti let.
Dalším známým příběhem je vyprávění o Jiftáchovi (ve starších překladech Jefta) a jeho dceři. Jiftách, když táhl do boje proti Amónu, slíbil Bohu, že když vyhraje bitvu, zasvětí mu a obětuje jako zápalnou oběť to první, co nebo koho potká. Z překladů není jednoznačné, jestli Jiftách očekával, že potká zvíře ze svých stád nebo osobu, jež mu vyjde vstříc, když se bude vracet domů. Jako první jej však potká jeho vlastní dcera, která mu vyjde vstříc, aby jej přivítala. Jiftách svůj slib dodrží. U tohoto příběhu se diskutuje nad otázkou lidských obětí v Izraeli. V Izraeli žádné lidské oběti neexistovaly, naopak to bylo něco odporného, něco, co existovalo v okolních národech, které však neměly smluvní vztah s Bohem, a Izraelité se od nich měli odvracet. Podle některých výkladů Jiftách svůj slib dodržel tím, že svou dceru zasvětil Bohu, aniž ji zabil - nikdy se nesměla vdát za muže, a tedy do své smrti zůstala pannou.
Známá je také hrdinka Jáel, která stanovým kolíkem zabila vojevůdce Síseru, či příběh o Gedeonově rouše, pomocí kterého Gedeon zkoumal Boží vůli.

## Teologie knihy
Kniha spadá do celku, který se nazývá deuteronomistické dějiny. V rámci tohoto komplexu knih neustále opakuje tutéž myšlenku, že totiž proti Boží věrnosti stojí zatvrzelost a hříšnost Izraele, který neustále upadá do modloslužebnictví.
Schéma většiny příběhů je stejné a je ve své „obecné“ formě zachyceno v 2,11-23. Říká se tu přibližně následující: Bůh dal lidu zem a vyžaduje za to jeho věrnost. Ale lid od Boha odpadl a začal sloužit jiným bohům. Proto jej Bůh vydal do moci okolních národů. Když tyto národy začaly lid utiskovat, ten volal k Bohu o pomoc. Bůh mu tedy poslal soudce, který lid vysvobodil. Po dobu života soudce byl lid opět Bohu věrný. Avšak po smrti soudce se lid opět vrací ke svému hříchu a vše začíná nanovo. Autor chce zdůraznit protiklad Božího a lidského jednání, který nakonec povede k tomu, že Bůh svůj lid definitivně potrestá a vydá jej do moci Babylonie (závěr deuteronomistického díla, 2. kniha královská).

## Datace a historicita knihy
Autor knihy Soudců patří do deuteronomistické školy a píše patrně někdy během babylonského zajetí, tj. v 2. polovině 6. století př. n. l. Zpracovává mnoho starších materiálů. Velká část z nich již v té době má za sebou tak dlouhou tradici, že se z nich staly lidové příběhy a dnes je nemožné z nich „vypreparovat“ nějakou historickou pravdu. Proto hodnocení jejich stáří a historické povahy zůstává otevřené a nevyjasněné. Některé materiály jsou však velmi staré - podle jazyka i teologických názorů - a najdeme zde dokonce i pravděpodobně vůbec nejstarší texty celé Bible. Tím je tzv. „Debořina píseň“ nacházející se v 5. kapitole. Debora zde velmi archaickým jazykem a způsobem opěvuje vítězství Izraele a jeho Boha nad chasorským králem.
Není možné posoudit historicitu jednotlivých událostí. Kniha však naopak velmi pěkně odráží sociální situaci a kmenové uspořádání vznikajícího Izraele před monarchickou dobou.